# Cantón de Verteillac
El cantón de Verteillac era una división administrativa francesa, que estaba situada en el departamento de Dordoña y la región de Aquitania.

## Composición
El cantón estaba formado por diecisiete comunas:
- Bertric-Burée
- Bourg-des-Maisons
- Bouteilles-Saint-Sébastien
- Cercles
- Champagne-et-Fontaine
- Cherval
- Coutures
- Gout-Rossignol
- La Chapelle-Grésignac
- La Chapelle-Montabourlet
- La Tour-Blanche
- Lusignac
- Nanteuil-Auriac-de-Bourzac
- Saint-Martial-Viveyrol
- Saint-Paul-Lizonne
- Vendoire
- Verteillac

## Supresión del cantón de Verteillac
En aplicación del Decreto nº 2014-218 de 21 de febrero de 2014, el cantón de Verteillac fue suprimido el 22 de marzo de 2015 y sus 17 comunas pasaron a formar parte del nuevo cantón de Ribérac.